# Fødevareberigelse
Fødevareberigelse er den kunstige tilføjelse af sporstoffer (essentielle sporelementer og vitaminer) til mad. Dette kan gøres af madproducenter eller af regeringer som en del af en offentlig sundhedspolitik, der har som mål at reducere antallet af borgere med kostmæssige mangler. En regions primære kost kan mangle bestemte næringsstoffer på grund af den lokale jord, eller på grund af udvalget af fødevarer; tilføjelse af sporstoffer til disse fødevarer kan i sådanne situationer forhindre udbrud af mangelsygdomme på stor skala.